# SIRUTA
SIRUTA (Sistemul Informatic al Registrului Unităților Teritorial - Administrative) reprezintă o clasificare utilizată de Institutul Național de Statistică (INS) pentru a înregistra Unitățile administrativ - teritoriale (UAT). Fiecare UAT este identificată unic printr-un cod numeric – SIRUTA Arhivat în 28 ianuarie 2018, la Wayback Machine..
Registrul Unităților Teritorial - Administrative este structurat pe trei niveluri coresponzătoare următoarelor tipuri de unități teritorial - administrative: 
1. județe (prefecturi), municipiul București;
2. municipii, orașe, comune (primării);
3. localități componente, sate, sectoare din București.

Registrul este utilizat în probleme de statistică, fiind corelat cu codificarea NUTS (Nomenclatorul Unităților Teritoriale Statistice), utilizată în Uniunea Europeană. 
Deoarece este gestionat la nivel național, registrul SIRUTA ar putea juca un rol important în sisteme interoperabile din administrația publică, și nu numai.
Registrul SIRUTA se versionează la fiecare 6 luni cu modificările legislative apărute în perioada anterioară și poate fi obținută de la INS.
Versiunea curentă este accesibilă pe pagina de web a INS Serverul Nomenclatoarelor de Interes National – SENIN Arhivat în 28 ianuarie 2018, la Wayback Machine..